# 艾因拜爾達區
36°39′N 7°35′E / 36.650°N 7.583°E
艾因拜爾達區（阿拉伯语：‎），是阿爾及利亞的行政區，位於該國東北部，由安納巴省負責管轄，首府設於艾因拜爾達，面積397平方公里，2008年人口40,802，人口密度每平方公里103人。